# Karvio

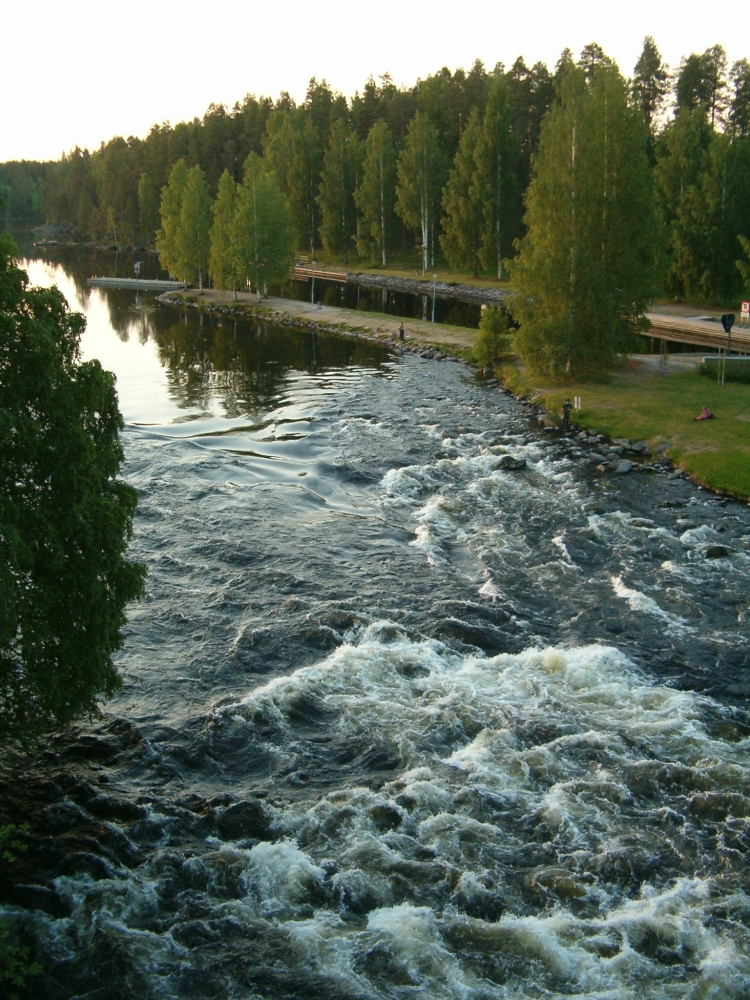
Karvio fors och i bakgrunden dess kanal.

Karvio är en by i norra Heinävesi kommun i Norra Karelen. Byn ligger längs riksväg 23. Vid Karvio fors finns Karvio kanal som fått behålla sin ursprungliga konstruktion från 1896.